# Pré carré

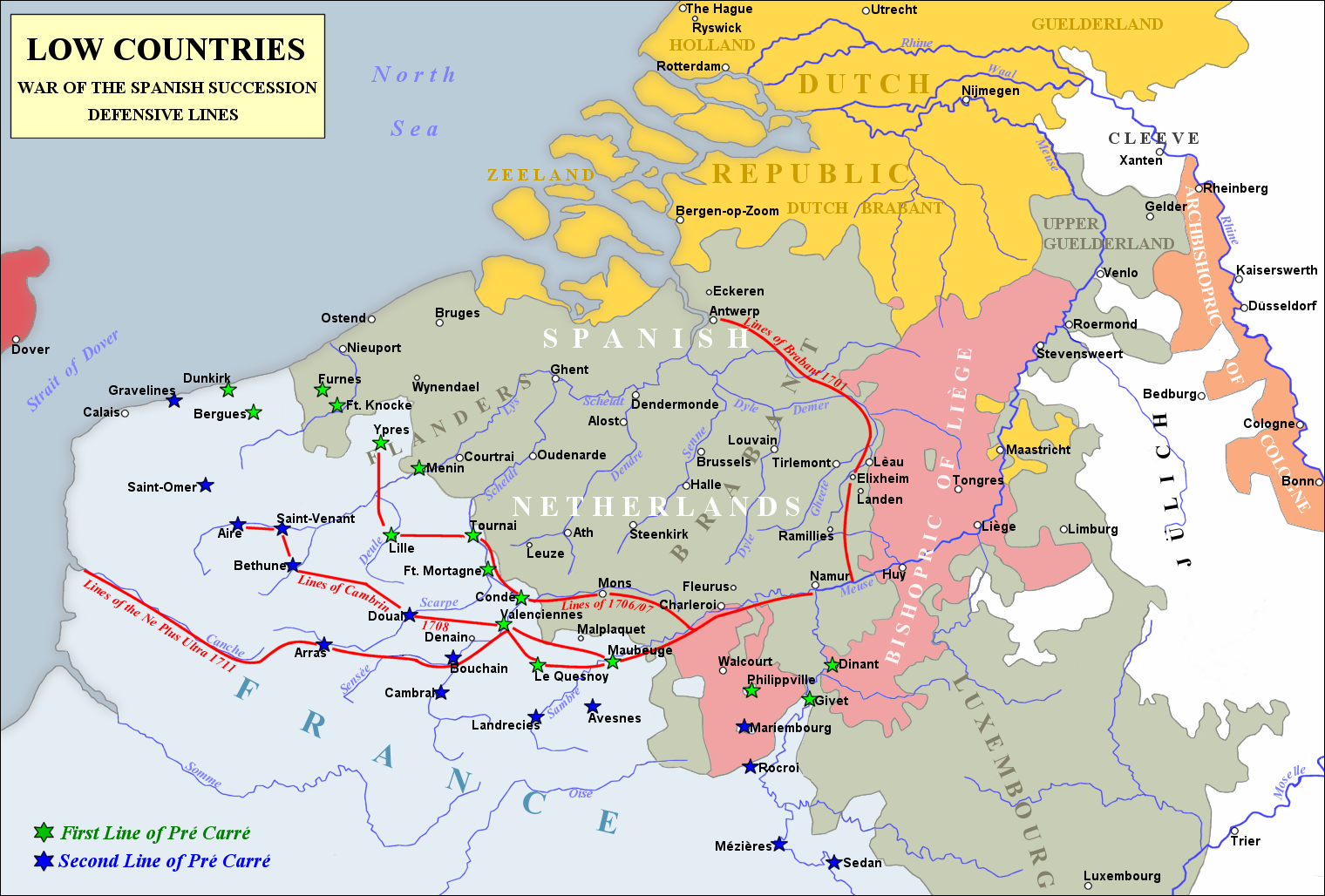

Con il nomignolo di pré carré è chiamata una possente doppia linea di fortezze all’italiana, posta a protezione delle frontiere del Regno di Francia con i Paesi Bassi spagnoli (poi austriaci).  Venne concepito dal grande Vauban alla fine del XVII secolo, dopo che queste regioni vennero annesse al regno di Luigi XIV.  

## Contesto
Era, all'epoca, in corso la guerra d'Olanda, che avrebbe permesso al Vauban di apprezzare l'efficacia bellica delle plurime linee di fortezze che difendevano il confine meridionale delle Province Unite:  
- le grandi fortezze del sud-ovest (da Berg Op Zoom, Breda, Gertuydemberg) e del sud-est (Maastricht e Venlo).
- la linea della Mosa, segnata, da ovest ad est, dalle tre fortezze di Gorcum, dell'Isola di Bommel, Tiel e Nimega.
- la linea della Waal, con  Bois-le-Duc, l'Isola di Bommel e Gorcum.
- la linea della Lek, con Arnhem.

Considerate su una mappa, esse davano la sensazione di un disegno geometrico, simile a quello di un giardino, diviso fra diverse aiuole (pré carré o prato quadrato, cioè aiuola).  Ciò a dispetto del fatto che fossero sorte in modo non pianificato.  
Vauban stesso poté apprezzarne direttamente le qualità, in qualità di direttore dell'assedio di Nimega, nel 1672, e Maastricht nel 1673, sotto il comando del maresciallo Turenne.  Sorse così, probabilmente, l'ispirazione finale per il disegno di un analogo sistema di fortezze, poste a regolata distanza, a protezione delle principali vie di penetrazione e concepite in modo da sbarrare la penetrazione di eventuali invasori dai Paesi Bassi (i corsi d'acqua);  e, al contempo, da garantirne le comunicazioni.

## IlPré Carré
Il programma del pré carré trova in Vauban un primo riscontro in una lettera del gennaio 1673, indirizzata al proprio superiore Le Tellier de Louvois, ministro di Luigi XIV:  
Vi viene descritto il duplice programma insito nel concetto di pré carré: non solo la realizzazione di nuove fortificazioni a regolare distanza, bensì anche la demolizione delle piazzaforti isolate, al di fuori di una organica linea di difesa, tanto in territorio ostile, quanto nell'interno stesso del regno di Francia.  
Per giunta, era inderogabile procedere al rinnovo delle fortificazioni medioevali e rinascimentali conquistate alla cadente potenza spagnola, con moderne fortezze all’italiana, un modello militare impostosi in Italia un secolo e mezzo prima, ma che Vauban seppe imporre definitivamente al maggiore regno d'Europa.  

## La realizzazione della doppia linea di fortezze
Il programma ebbe decisivo impulso nel 1678, allorché  Vauban venne nominato commissaire général des fortifications, al posto del cavaliere de Clerville: una doppia linea di piazzeforti esemplata da uno schieramento in battaglia, una sorta di cintura di protezione del regno.  
- La prima linea includeva 13 città fortificate e due fortezze, in comunicazione mediante un sistema di vie d'acqua: Dunkerque, Bergues, Furnes, Fort de Kenock, Ypres, Menin, Lilla, Tournai, Forte de la Montagne, Condé, Valenciennes, Le Quesnoy, Maubeuge, Philippeville e Dinant.
- La seconda linea includeva 13 città fortificate: Gravelines, Saint-Omer, Aire, Béthune, Arras, Douai, Bouchain, Cambrai, Landrecies, Avesnes, Marienbourg, Rocroi et Charleville.